# 배석
배석(裵錫, 1933년 ~ 1991년 8월 26일)은 대한민국의 대법관을 역임한 법조인이다.

## 생애
전라북도 남원시에서 태어나 전주고등학교를 졸업하고 서울대 법대 4학년에 재학 중이던 1956년 제8회 고등고시 사법과에 합격하고 광주지방법원 판사에 임용되었다. 이후 전주지방법원장과 광주고등법원장을 거쳐 사법연수원장에 재직중이던 1987년 노태우 대통령에 의해 대법원 판사에 임명되었으나 대법관으로 재직중이던 1991년 8월 10일 당뇨병이 악화되어 건강상 이유로 대법원에 사직의 의사를 밝혔고 1991년 8월 26일 서울 강남구 논현동 자택에서 사망했다.